# Линке, Пауль
Пауль Ли́нке (имя при рождении — Карл Эмиль Пауль Линке (нем. Carl Emil Paul Lincke; 7 ноября 1866, Берлин — 3 сентября 1946, Гослар) — немецкий композитор, автор лёгкой музыки, в том числе песни «Берлинский воздух» (Berliner Luft), ставшей неофициальным гимном немецкой столицы.

## Биография

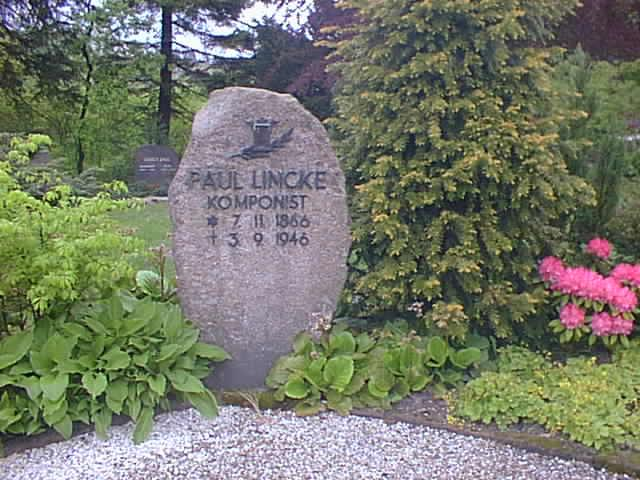
Могила Пауля Линке в Госларе

Линке учился в Виттенберге игре на фаготе, валторне и ударных инструментах, затем играл в разных танцевальных оркестрах в Берлине, иногда также выступая в качестве дирижёра и сочиняя небольшие произведения. В начале 1890-х годов завоевал популярность как композитор популярных песен и романсов, с 1893 дирижировал в театрах-варьете, в том числе в берлинском «Аполлоне». Настоящая известность к композитору пришла после премьеры в 1899 его оперетты «Фрау Луна», за которой последовали другие сценические произведения в этом же жанре. Оркестровые фрагменты и песни из этих оперетт, наполненные лёгкостью и изяществом, мелодической простотой, быстро стали известны не только в Германии, но и за её пределами, что позволило говорить о Линке как о главном представителе берлинской оперетты, подобно Оффенбаху в Париже или Иоганну Штраусу в Вене.
После Первой мировой войны музыка Линке стала неотъемлемой частью музыкальных представлений в кабаре и других заведениях «лёгкой» музыки. Она не потеряла своей популярности и после прихода к власти национал-социалистов. В 1941 году композитор получил звание почётного гражданина Берлина. После окончания войны Линке поселился в Арцберге, а затем — в Госларе, где и умер в 1946 году.

## Основные сочинения
Оперетты
- «Венера на Земле» (1897)
- «Фрау Луна» (1899)
- «Лисистрата» (1902)
- «Берлинский воздух» (1904)
- «Казанова» (1913)
- «Грёзы любви» (1940)
- Марши и другие оркестровые сочинения
- Песни и романсы